# PIAS Recordings
La PIAS Recordings è un'etichetta discografica indipendente belga e una suddivisione del PIAS Entertainment Group, un'azienda di etichette ed artisti la cui sigla PIAS è l'acronimo di "Play It Again Sam".
L'etichetta è stata fondata in Belgio nel 1983 da Kenny Gates e Michel Lambot, ma ha col tempo diffuso il proprio bacino fino ad avere siti operativi A&R in Belgio, Francia, Germania, Paesi Bassi, Spagna e Regno Unito.

## Artisti
- Agnes Obel
- Basement Jaxx
- Balthazar
- David Lynch
- Dead Can Dance
- dEUS
- Drive-By Truckers
- Editors
- Enter Shikari
- Foxes
- Ghostpoet
- Harper Simon
- I Am Kloot
- The Jim Jones Revue
- Joan as Police Woman
- Lord Huron
- Mew
- Other Lives
- Puma Blue
- Soap&Skin
- Texas
- Young Guns
- Zulu Winter